# 春河萌
春河萌（日语：／），是一名日本女性漫画家，作为《东方铃奈庵 ～ Forbidden Scrollery.》的绘者首次出现。

## 作品
- 东方铃奈庵 ～ Forbidden Scrollery.（由其作画。原作者：ZUN。2012年10月 - 2017年7月于《月刊Comp Ace》连载 )